# Saint-Germé
Saint-Germé (gaskognisch: Sent Germer) ist eine französische Gemeinde mit 509 Einwohnern (Stand 1. Januar 2022) im Département Gers in der Region Okzitanien; sie gehört zum Arrondissement Mirande.

## Geografie
Saint-Germé liegt rund zehn Kilometer südöstlich der Kleinstadt Aire-sur-l’Adour im Westen des Départements Gers. Die Rebflächen der Gemeinde gehören zum Weinbaugebiet Côtes de Saint-Mont. Die wichtigsten Gewässer sind der Fluss Adour, der Bach Le Jarras sowie einige kleine Teiche. Wichtigste überregionale Verkehrsverbindung ist die wenige Kilometer westlich der Gemeinde verlaufende Autoroute A 65 (Teil der Europastraße 7). Saint-Germé hat eine Bushaltestelle der Buslinie 940 Aire-sur-l’Adour-Tarbes.
Umgeben wird Saint-Germé von den Nachbargemeinden Lelin-Lapujolle im Norden, Caumont im Nordosten, Tarsac im Südosten, Saint-Mont im Süden, Corneillan im Südwesten, Gée-Rivière im Westen sowie Barcelonne-du-Gers im Westen und Nordwesten.

## Geschichte
Die Gemeinde lag in der Gascogne. Von 1793 bis 1801 gehörte Saint-Germé zum Distrikt Nogaro, von 1793 bis 1802 zum Kanton Barcelonne und danach bis 2015 zum Wahlkreis (Kanton) Riscle. 1822 wurde die Gemeinde Barthe-Cagnard (1821:30 Einwohner) eingegliedert.

### Bevölkerungsentwicklung
| Jahr                       | 1962 | 1968 | 1975 | 1982 | 1990 | 1999 | 2006 | 2012 | 2020 |
| Einwohner                  | 511  | 508  | 523  | 488  | 471  | 443  | 486  | 480  | 498  |
| Quellen: Cassini und INSEE |      |      |      |      |      |      |      |      |      |

## Sehenswürdigkeiten
- Kirche Saint-Germier aus dem 19. Jahrhundert
- Stierkampfarena
- Schloss

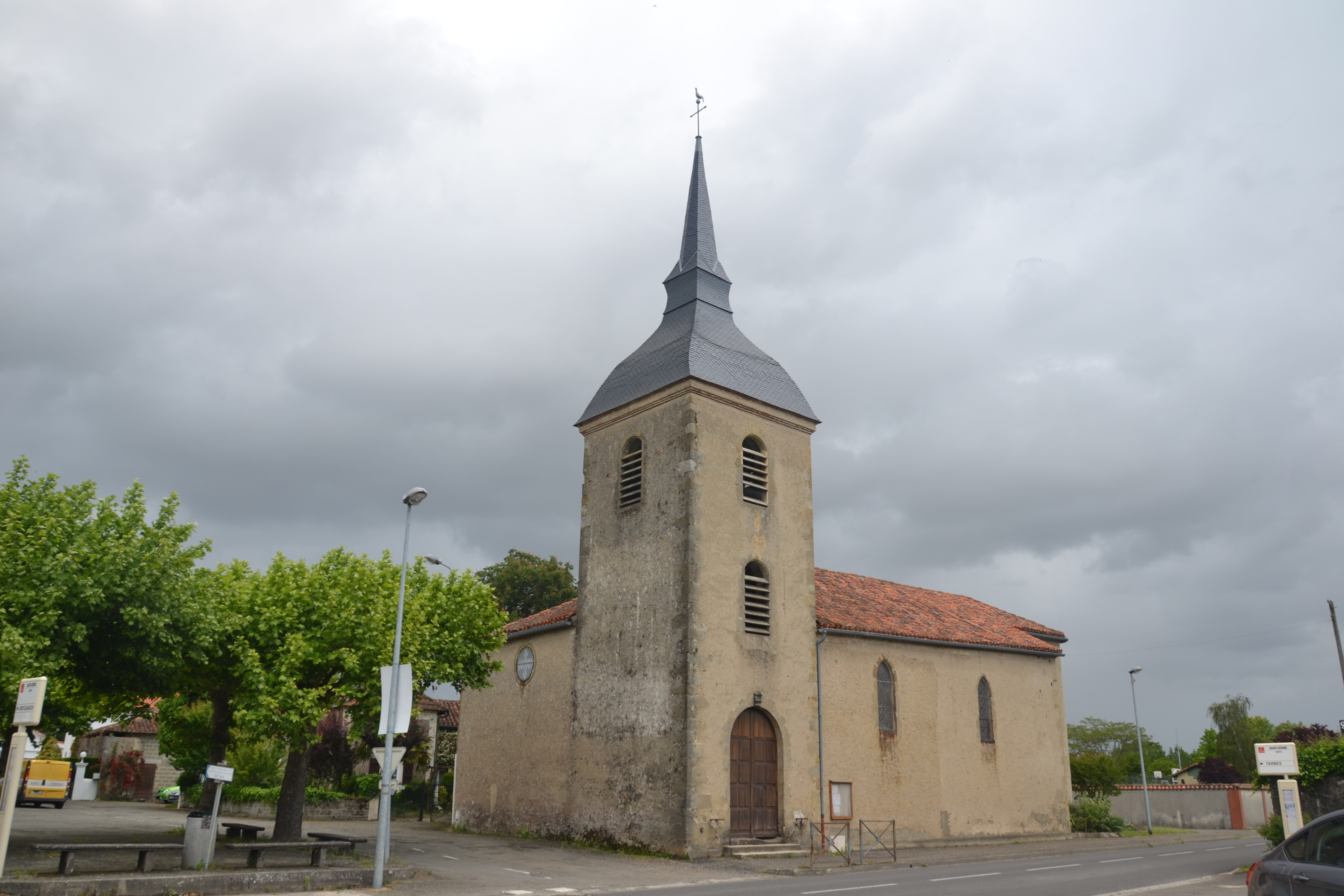
Kirche Saint-Germier
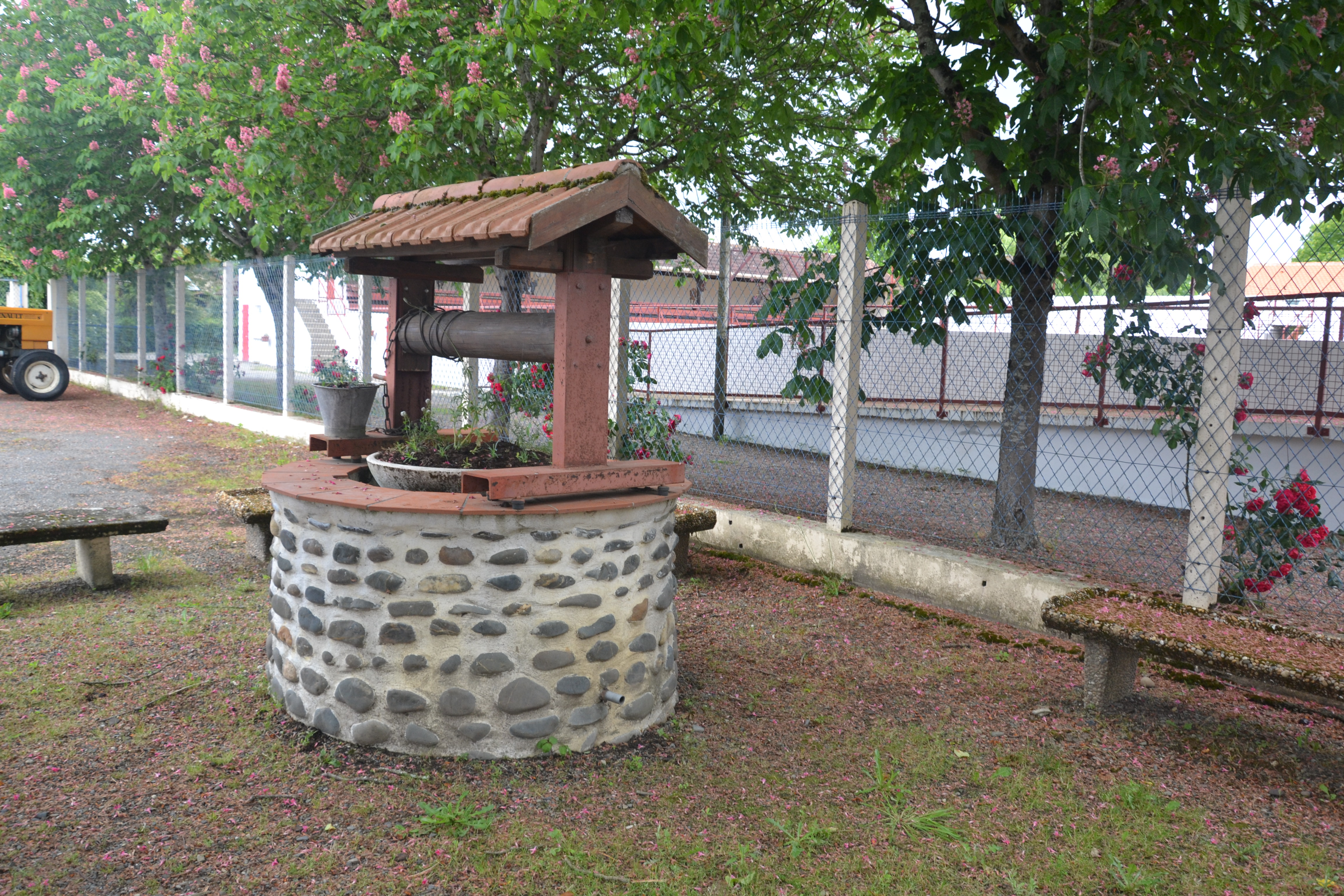
Alter Ziehbrunnen
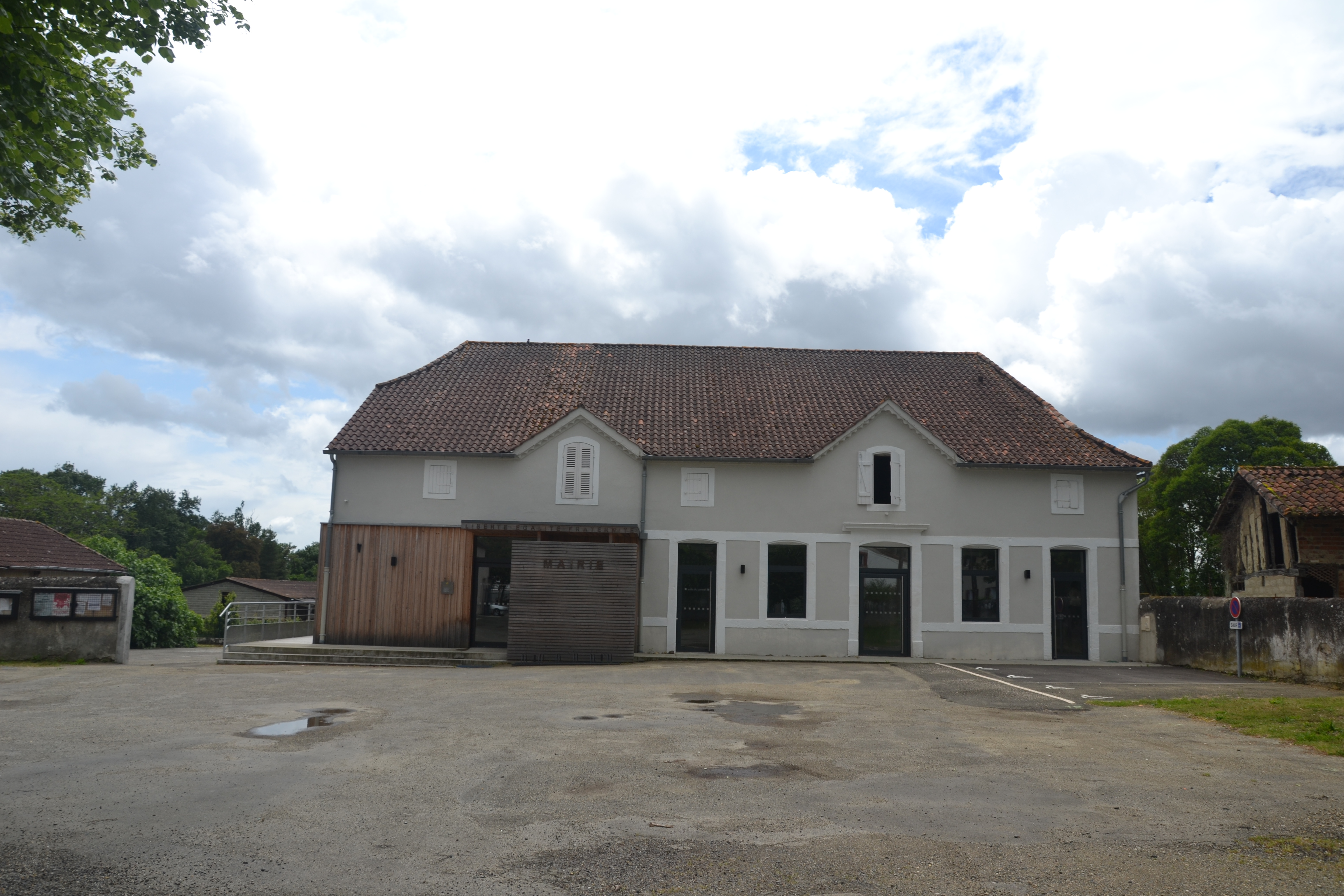
Mairie (Rathaus) von Saint-Germé
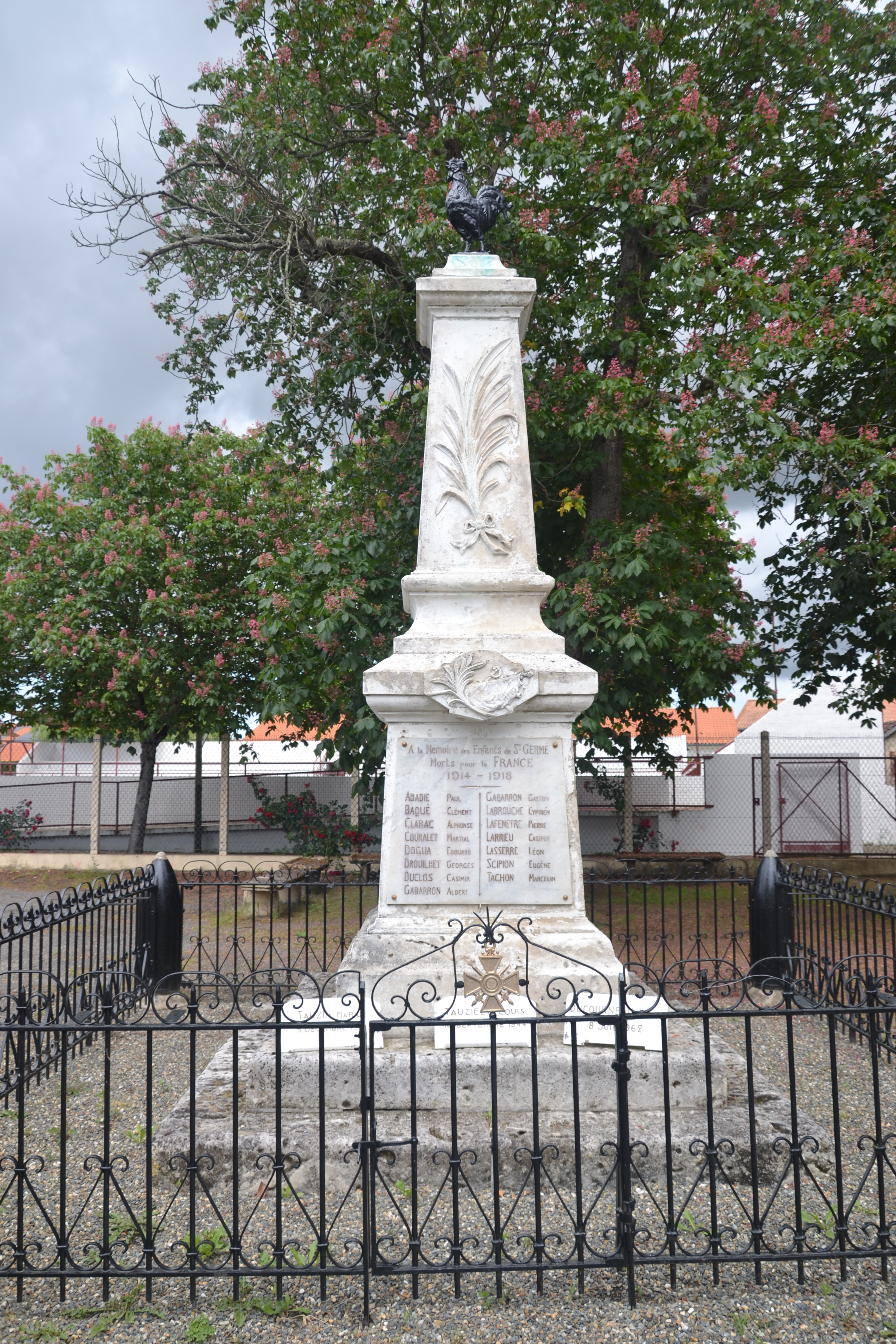
Denkmal für die Gefallenen
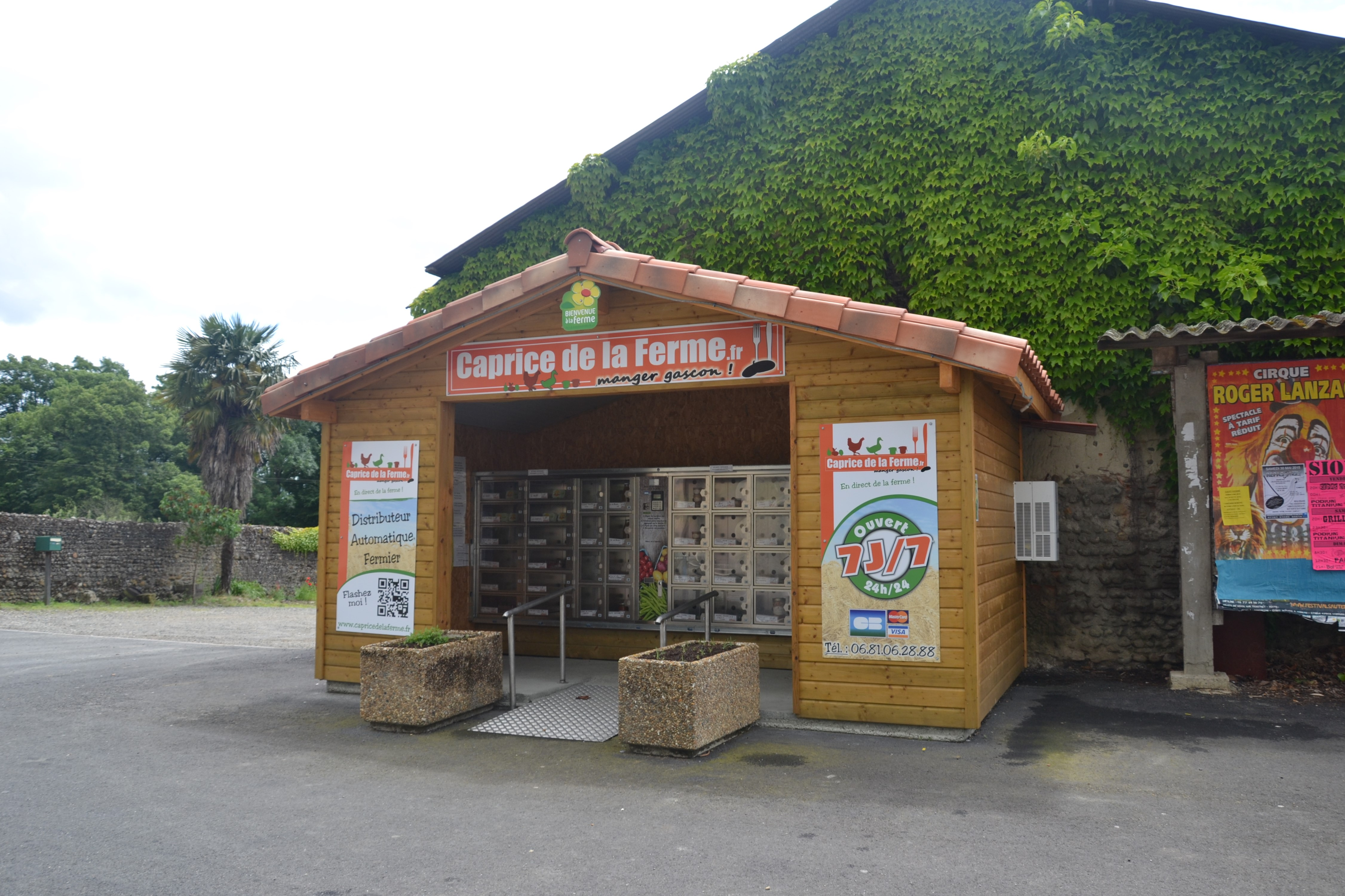
Verkaufsladen von Produkten vom Bauernhof
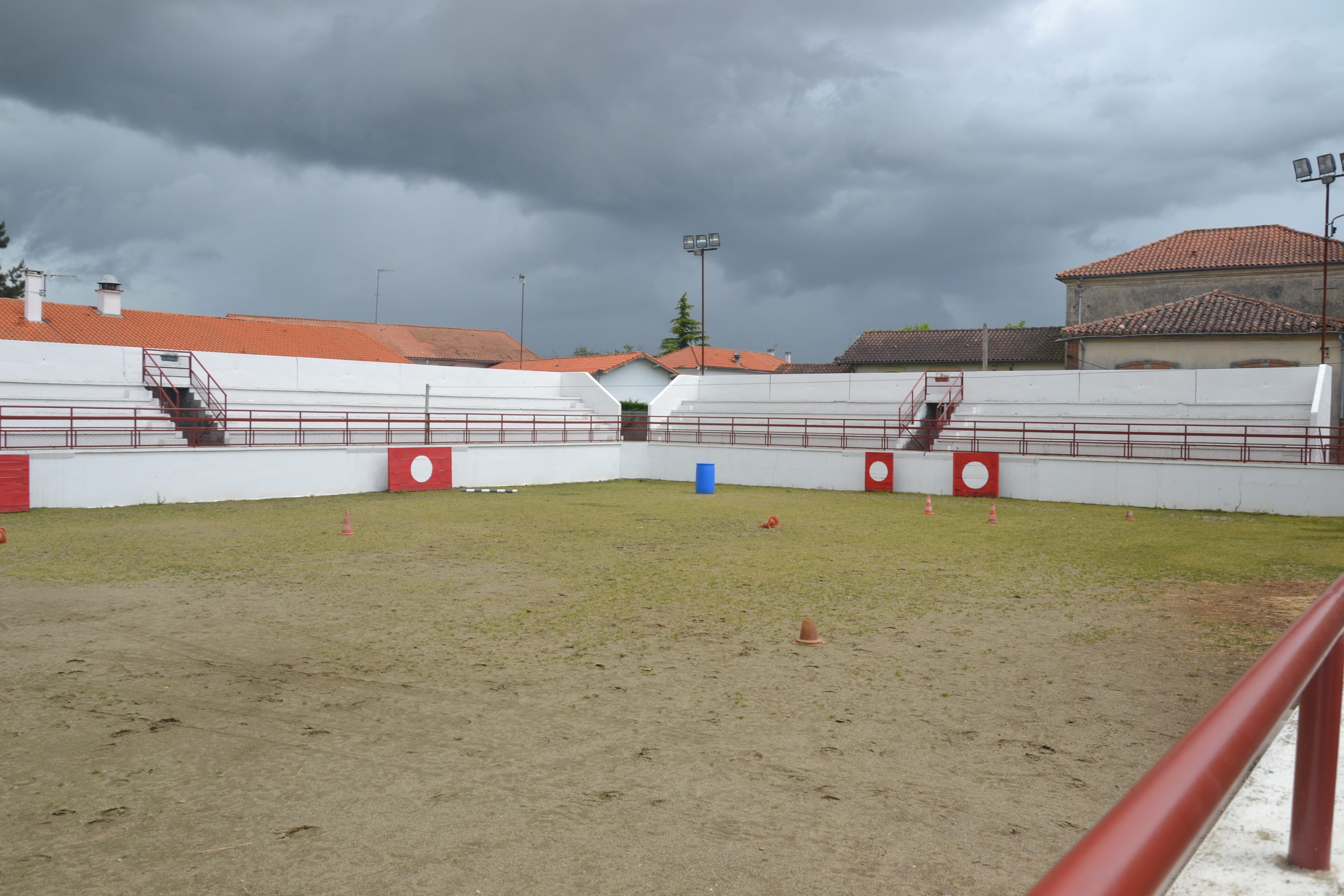
Stierkampfarena